# Monumentos megalíticos de Alcalar
Los monumentos megalíticos de Alcalar (en portugués: monumentos megalíticos de Alcalar) son un grupo de tumbas funerarias que comprenden una necrópolis calcolítica, ubicada en la parroquia civil de Mexilhoeira Grande, municipio de Portimão, en Portugal.

## Historia
Durante el 3er milenio aC, un tramo de 10 hectáreas de terreno, ubicado al final de una parte del río Torre que antes era navegable, se convirtió en el centro del asentamiento. Fue construido en una colina a lo largo de la franja costera de piedra caliza del Algarve, en lo que se conoció como el asentamiento de Alcalar, a aproximadamente 5 km de Mexilhoeira grande.  Es probable que el grupo megalítico por el que se conoce a esta área se construyera entre el 2000 y el 1600 aC, en el apogeo del período Calcolítico.
Se construyeron alrededor de 18 tumbas megalíticas diferentes en las colinas circundantes, formando una necrópolis utilizando diversas técnicas de construcción a lo largo del tiempo.
En 1975, el Estado adquirió parcialmente  el tholos. Al año siguiente, se construyó una cerca para proteger el sitio.
En 1982, el Estado adquirió la casa rural llamada Courela das Minas y completó las reparaciones de la cerca alrededor del sitio.
Durante la década de los 90, se emprendió la excavación de los subsuelos del monumento y la piedra caliza del Monte de Canelas, lo que dio como resultado el descubrimiento de que el espacio se usaba como osario, donde se completaban varios rituales, principalmente en el lugar de los muertos enterrados en posición fetal. Estas investigaciones culminaron en la ley  de 8 de abril de 199 de la Vicepresidencia del IPPAR, ampliando el área de protección.

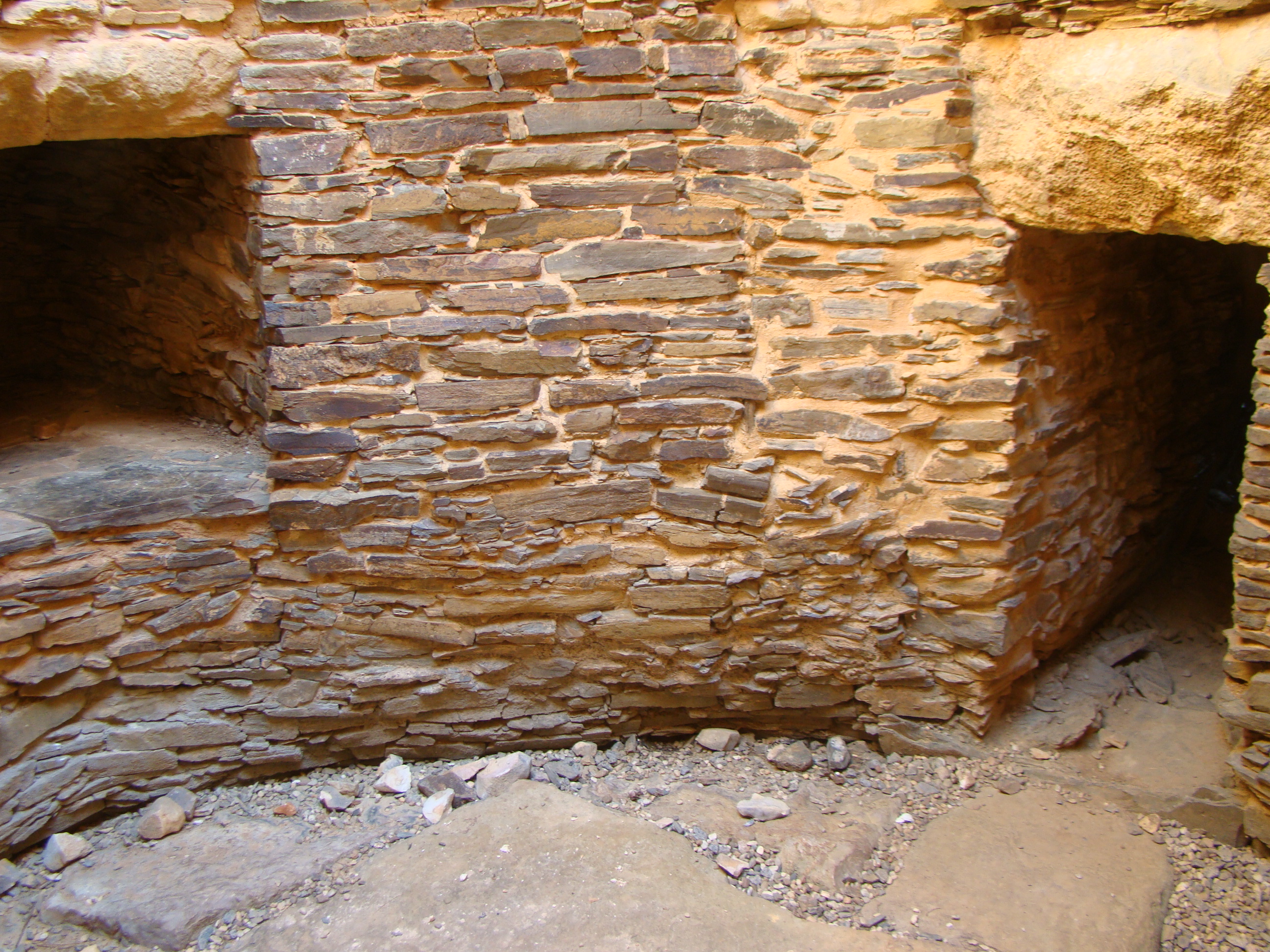
Interior de una de las tumbas.

El 23 de octubre de 1998, bajo los auspicios del Programa de Salvaguarda y Valorización del Conjunto Préhistórico de Alcalar, mandato de 18 364/98, (publicado en el Diário da República, Serie 2, 245), el Estado procedió a expropiar los edificios rurales en la parroquia civil de Mexilhoeira Grande (bajo el artículo 160, sección J).  Esto fue seguido el 7 de mayo de 1999, bajo el mismo programa, bajo el decreto 9109/99 (publicado en Diário da República, Serie 2, 106), de la adquisición de la casa rural Courela das Minas, bajo el artículo 161, sección J, para Un centro de interpretación, diseñado por João Santa-Rita.  En 1998, el IPPAR participó en los trabajos para restaurar el túmulo, proporcionando acceso a la galería de tholos.   7, la recomposición de los megalitos, el drenaje de los espacios y la protección adecuada, que además implicaron el estudio geotectónico del sitio.
En octubre de 2000, se inauguró el Centro de Acompañamiento e Interpretación de los Monumentos construido por el IPPAR, bajo el Programa de Salvaguarda y Valorización del Conjunto Pré-histórico de Alcalar .
El 25 de agosto de 2008, el DRCAlgarve, propuso la extensión de la zona de protección para los monumentos. Esto fue apoyado, el 3 de marzo de 2009, por el consejo consultivo de IGESPAR para la ampliación de la zona de clasificación.
El Centro de Interpretación se transfirió, el 1 de marzo de 2012, de la administración de la Direção Regional de Cultura del Algarve (DCRAlg) a una asociación con el gobierno municipal de Portimão, convirtiéndose en el núcleo del museo local: por lo tanto, se cerró para la construcción y rehabilitación. Ambas entidades participaron en obras públicas para mejorar la viabilidad turística del sitio entre el 1 y el 24 de marzo de 2012; las excavaciones arqueológicas se ampliaron para consolidar también los monumentos, en particular el Tholos   7, y realizar un análisis geofísico del monumento 15.

## Arquitectura

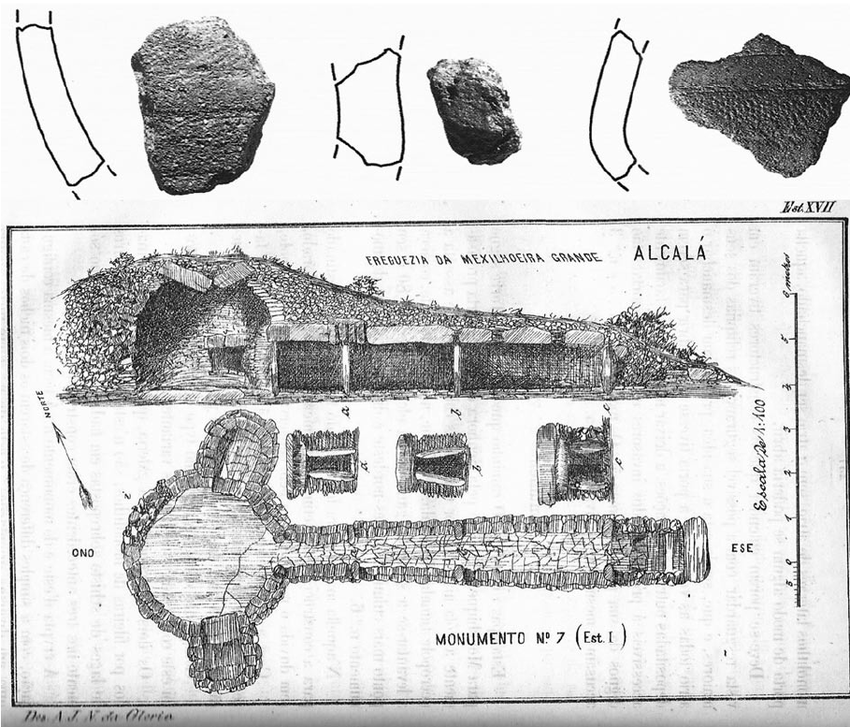
Plano de Tholos 7

El sitio está ubicado en una colina, con condiciones naturales que permiten su defensa.
El área está poblada por una necrópolis de varios túmulos funerarios rectangulares y tholos (con cámaras y corredores).  Algunos incluyen cúpulas falsas y nichos laterales, con varias técnicas arquitectónicas empleadas en su construcción.
Debido a su carácter monumental, Tholos 7 (que se construyó en el tercer milenio) constituye un centro histórico y cultural innegable del sitio, incluida la cantidad de artefactos descubiertos.  La tumba del mojón de la colmena, está construida a partir de un montículo de piedras alrededor de un tholos, con un pasillo subyacente y una cámara abovedada (o cripta).  Su base consiste en esquisto y se duplica en una pared que rodea la estructura, formando un camino.  Su diámetro es de 27 m, con una entrada orientada al este situada en el centro.  El acceso a la cámara principal se realiza a través del corredor orientado hacia el este, cubierto por grandes bloques de piedra caliza que se orientan para dirigir el acceso a la cripta. Este espacio está cubierto por una losa de piedra caliza, y se encuentra en el centro geométrico de la tumba.